# Alexandre Le Ragois de Bretonvilliers
Alexandre Le Ragois de Bretonvilliers, né à Paris le 22 janvier 1621, mort également à Paris le 13 juin 1676, est un prêtre catholique français, deuxième supérieur général de la Compagnie de Saint-Sulpice (1657-1676), successeur de Jean-Jacques Olier.

## Biographie
Il était le second des trois fils de Claude Le Ragois de Bretonvilliers (Orléans, 1582- † 7 mars 1645), financier, receveur sur les aides en 1628, secrétaire au conseil du roi en 1633, réputé comme l'un des hommes les plus riches de la France du XVIIe siècle (constructeur à partir de 1637 de l'Hôtel de Bretonvilliers sur l'Île Saint-Louis, l'un des hôtels particuliers parisiens les plus prestigieux du siècle ; également, à partir de 1633, d'un hôtel Le Ragois de Bretonvilliers à Richelieu). Sa mère était née Claude-Élisabeth Perrot de Fercourt, d'une très ancienne famille de la magistrature. Le fils aîné s'appelait Jean, le benjamin Bénigne, il y avait une sœur appelée Marie. La famille était établie à l'actuel 4, rue de Buci avant de déménager dans la somptueuse demeure de l'Île Saint-Louis.
Après des études de droit, licencié en droit canon, il rencontra Jean-Jacques Olier, et entra le 19 juin 1643 au séminaire fondé par ce dernier, qui se trouvait alors rue Guisarde. Ordonné prêtre en mars 1646, il fut particulièrement proche du directeur de la Compagnie des prêtres de Saint-Sulpice, qui vit très tôt en lui son potentiel successeur.
Le jeune prêtre fit bénéficier la Compagnie de l'immense fortune de sa famille. Son père avait fait construire entre 1635 et 1645 le château d'Avron (qui appartint ensuite au frère aîné Jean jusqu'à sa mort le 1er novembre 1654) ; ce lieu fut ouvert d'emblée à M. Olier et à ses séminaristes, qui venaient y faire des séjours au calme, et à la mort de son frère, Alexandre (devenu d'ailleurs seigneur d'Avron, de Villemomble et de Noisy-le-Sec) en fit don officieusement à la Compagnie.
En 1652, à la suite d'une attaque cérébrale qui le laissa en partie paralysé, M. Olier dut réduire ses activités ; le Père de Bretonvilliers lui racheta la cure de Saint-Sulpice. Après la mort du fondateur, le 2 avril 1657, le choix de son successeur ne fit pas débat parmi les membres de la Compagnie. Entre-temps, en 1655, le Père de Bretonvilliers avait racheté à Antoine de Sève, aumônier du roi, ami de M. Olier, une propriété située à Issy et ayant appartenu à Marguerite de Valois ; il la légua à la Compagnie, et c'est encore de nos jours le site du séminaire Saint-Sulpice.
Au cours de son mandat, le Père de Bretonvilliers eut à s'occuper des affaires de la « Société de Notre-Dame de Montréal pour la conversion des sauvages de la Nouvelle-France » (à laquelle il appartenait comme M. Olier) : son fondateur, M. de La Dauversière, mourut complètement insolvable le 6 novembre 1659 ; le Père de Bretonvilliers paya de ses deniers toutes les dettes de la société (130 000 livres environ), et la Compagnie de Saint-Sulpice devint propriétaire de l'île de Montréal (9 mars 1663). Il y eut ensuite un contentieux entre la Compagnie et l'évêque François de Montmorency-Laval, qui lui réclamait encore 20 000 livres, au sujet de quoi le Père de Bretonvilliers obtint un jugement favorable du conseil privé du roi en 1667. Quand François Dollier de Casson, nouveau supérieur des sulpiciens de Montréal (alors Ville-Marie), entreprit l'édification d'une église Notre-Dame en 1672, M. de Bretonvilliers y alla encore de ses deniers personnels pour 3 000 livres tournois.
Il a écrit (vers 1670) une Vie de M. Olier (en 4 volumes in-4) et tenu un Journal, deux textes qui se trouvent en manuscrits dans les archives du séminaire Saint-Sulpice.